# Hozroje III.
Hozroje III. je bio nećak kralja Hozroja II, nakon čije je smrti u Perziji zavladala anarhija tako da su se svi Hozrojevi nasljednici samo kratko vrijeme održali na prijestolju. O tome razdoblju zbog nedostatka izvora ima vrlo malo sigurnih podataka. 
Hozroje III. proglašen je godine 630. na istoku Perzije za kralja. No nije se uspio nametnuti cijeloj državi pa je nakon nekoliko mjeseci ubijen. 
| Prethodnik:             | Veliki kralj Perzije (630.) | Nasljednik:              |
| Azarmedukt (631. -632.) | Veliki kralj Perzije (630.) | Hormizd V. (630. - 632.) |